# Joannes Antonides van der Goes
Joannes Antonides van der Goes, född 3 maj 1647 i Goes, Zeeland, död 18 september 1684 i Rotterdam, var en poet, pjäsöversättare och dramatiker. Hans namn stavas också Johannes eller Johan. Han är också känd som Jan Antonisz, Jan Antheunisz eller bara Antonides.
J.A. van der Goes mest kända verk var (och är fortfarande) den mycket omfattande dikten De Ystroom (1671) – fyra böcker med retoriska alexandriner. I en samtida utgåva är verket över hundra sidor. Han inspirerades i hög grad av diktaren Joost van den Vondel. Hans samlade dikter som först gavs ut 1685, trycktes i fem upplagor.